# Мариан Андерсън
Мариан Андерсън (на английски: Marian Anderson) е американска певица, контраалт.
Родена е на 27 февруари 1897 година във Филаделфия в афроамериканско баптистко семейство на дребен търговец. След като прекъсва образованието си, поради липса на средства, през 1921 година все пак завършва гимназия с помощта на местната баптистка община. От 1925 година започва да изнася концерти и да провежда турнета в Съединените щати и Европа с изпълнения на класическа музика. В края на 30-те години придобива известност с опитите си да преодолее дискриминацията срещу чернокожите изпълнители на класическа музика, през 1955 година става първият афроамерикански изпълнител, пял в „Метрополитън опера“.
Мариан Андерсън умира на 8 април 1993 година в Портланд.